# Казал Чермељи
Казал Чермељи (итал. Casal Cermelli) је насеље у Италији у округу Алесандрија, региону Пијемонт.
Према процени из 2011. у насељу је живело 715 становника. Насеље се налази на надморској висини од 106 м.

## Становништво
| 1936. | 1951. | 1961. | 1971. | 1981. | 1991. | 2001. | 2011. |
| ----- | ----- | ----- | ----- | ----- | ----- | ----- | ----- |
| 1.675 | 1.680 | 1.512 | 1.359 | 1.183 | 1.127 | 1.146 | 1.235 |